# Rue Voltaire (Levallois-Perret)
Pour les articles homonymes, voir Rue Voltaire.
La rue Voltaire est une voie de communication située à Levallois-Perret.

## Situation et accès

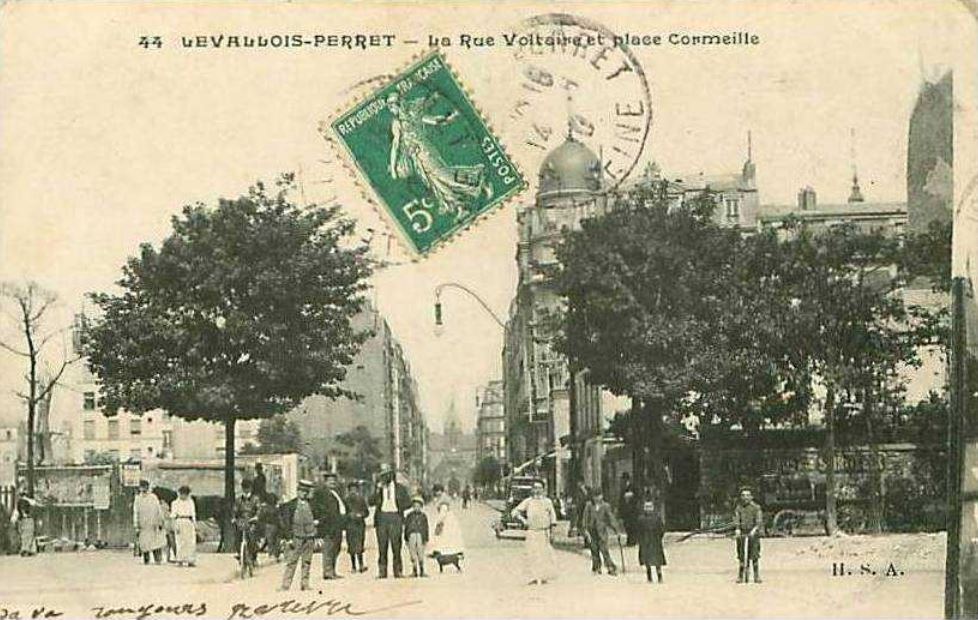
Rue Voltaire à la place Cormeille.

Elle croise la rue Anatole-France à la place du Général-Leclerc, autrefois place Cormeille, du nom de Claude de Cormeille, sur les terrains duquel Nicolas Levallois édifia des lotissements en 1851.
Après avoir croisé la rue du Président-Wilson, elle se termine rue Rivay (anciennement rue Cavé), face à l'église Saint-Justin.
Cette voie est desservie par la ligne 3 du métro de Paris avec la station Anatole France.

## Origine du nom

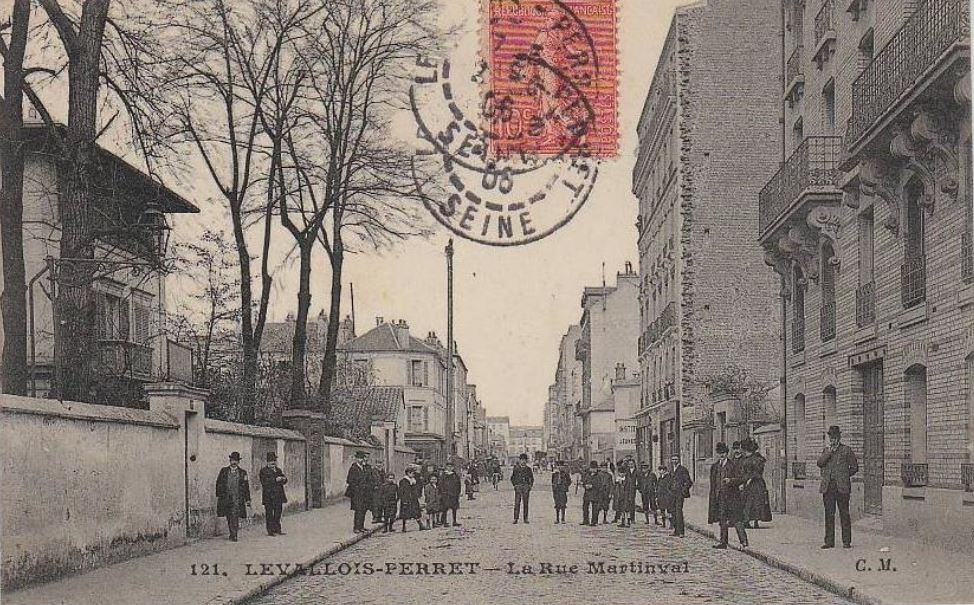
Rue Voltaire, ex-rue Martinval.

Elle porte le nom de l'écrivain français François-Marie Arouet, dit Voltaire (1694-1778).

## Historique
La partie orientale de cette rue, à partir de l'ancienne rue de Courcelles, s'appelait à l'origine « rue Martinval »,. Cette rue de Martinval s'étendait encore de l'autre côté de la place d'Estienne d'Orves où se trouve l'église Saint-Justin, la rue Pierre-Brossolette, qui traversait notamment la place Jean-Zay (autrefois place de l'Empereur, puis place Châteaudun). Dans les environs, de nombreux établissements commerciaux témoignent encore de l'appellation « rue Martinval ».

## Bâtiments remarquables et lieux de mémoire
- Église Saint-Justin de Levallois-Perret.
- Hôtel de ville de Levallois-Perret (1898)[4].
- Institut hospitalier franco-britannique.